# Nanocristal
Un nanocristal (sau punct cuantic, quantum dot sau qdot) este un cristal semiconductor de un diametru de câțiva nanometri. Din cauza micilor sale dimensiuni, această structură se comportă ca un puț de potențial care reține electronii în trei dimensiuni, într-o regiune de o lărgime comparabilă cu lungimea de undă a electronilor (de ordinul a cîtorva nanometri într-un semi-conductor). Nanocristalele sunt comparabile cu firele cuantice (în 2 dimensiuni) și cu puțurile cuantice unidimensionale.
Datorită confinării, electronii nanocristalului au niveluri de energie discrete și cuantificate, de o manieră similară cu cele ale unui atom. Din acest motiv nanocristalele sunt numite și « atomi artificiali ». Nivelurile de energie pot fi controlate prin schimbarea taliei sau a formei nanocristalului. 

## Aplicații
Nanocristalele au aplicații interesante, de exemplu pentru elementele fotovoltaice (eficacitate superioară pentru producția de electricitate din energia luminoasă). Alte aplicații (pentru moment speculative) sunt prevăzute în domeniul informaticii cuantice.